# Igreja Matriz de Nossa Senhora do Pilar (Salvador)
A Igreja Matriz de Nossa Senhora do Pilar é uma igreja católica apostólica romana do século XVIII localizada em Salvador, Bahia, Brasil. Inclui um cemitério, construído e, estilo neoclássico, paralelo à nave da igreja. O interior da igreja possui um extenso conjunto de azulejos em estilo rococó. O historiador Carlos Ott os datou do final do século XVIII e afirmou que eles parecem ser os trabalhos da oficina Juncal em Portugal. A pedra da igreja é em pedra de lioz, importada de Lisboa com grandes custos.
A igreja fechou em 1994 depois que fortes chuvas causaram o colapso de um muro da igreja. Além disso, o cemitério foi usado pelos moradores para depósito de lixo. Um projeto de restauração começou em 2011, que incluiu a remoção de 2.500 toneladas de lixo do cemitério. A Igreja Paroquial de Nossa Senhora de Pilar reabriu em 2015.

## Localização
A Igreja Matriz de Nossa Senhora do Pilar está localizada no bairro Comércio, na cidade baixa histórica de Salvador. Foi construída na base de uma grande encosta abaixo do distrito do Carmo, na cidade alta. Sua localização historicamente coloca a igreja em risco de danos causados por deslizamentos de terra.

## História
A Irmandade do Pilar foi fundada em 1718 em Salvador. A construção de sua igreja começou em 1756, na cidade baixa de Salvador. O cemitério foi concluído em 1799 em um nível mais alto do que o edifício da igreja, no estilo neoclássico. A igreja, seu pátio interno com uma fonte e o cemitério em um nível superior formam um complexo arquitetônico exclusivo da cidade de Salvador.
Salvador foi geograficamente dividida em dez paróquias, ou freguesias, no século XIX, unindo as funções do estado e da igreja. A igreja tornou-se o ponto focal da freguesia de Santíssimo Sacramento do Pilar; os moradores foram batizados, casados, eleitos pelas autoridades locais e foram enterrados na igreja. Pilar, como uma das áreas comerciais da cidade baixa, abrigava comerciantes portugueses ricos e escravos e libertos afro-brasileiros.

## Estrutura

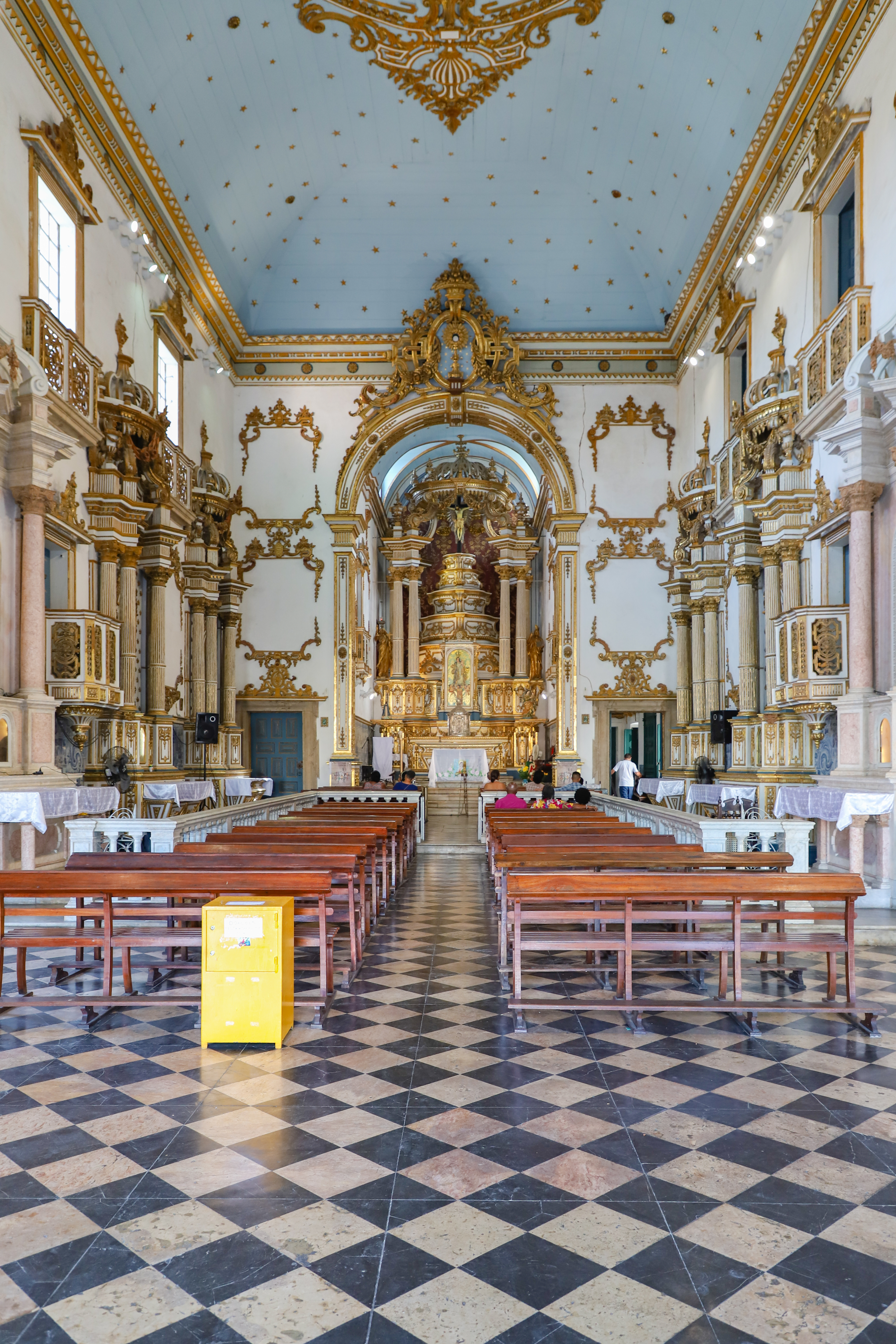
Vista da nave e capela-mor

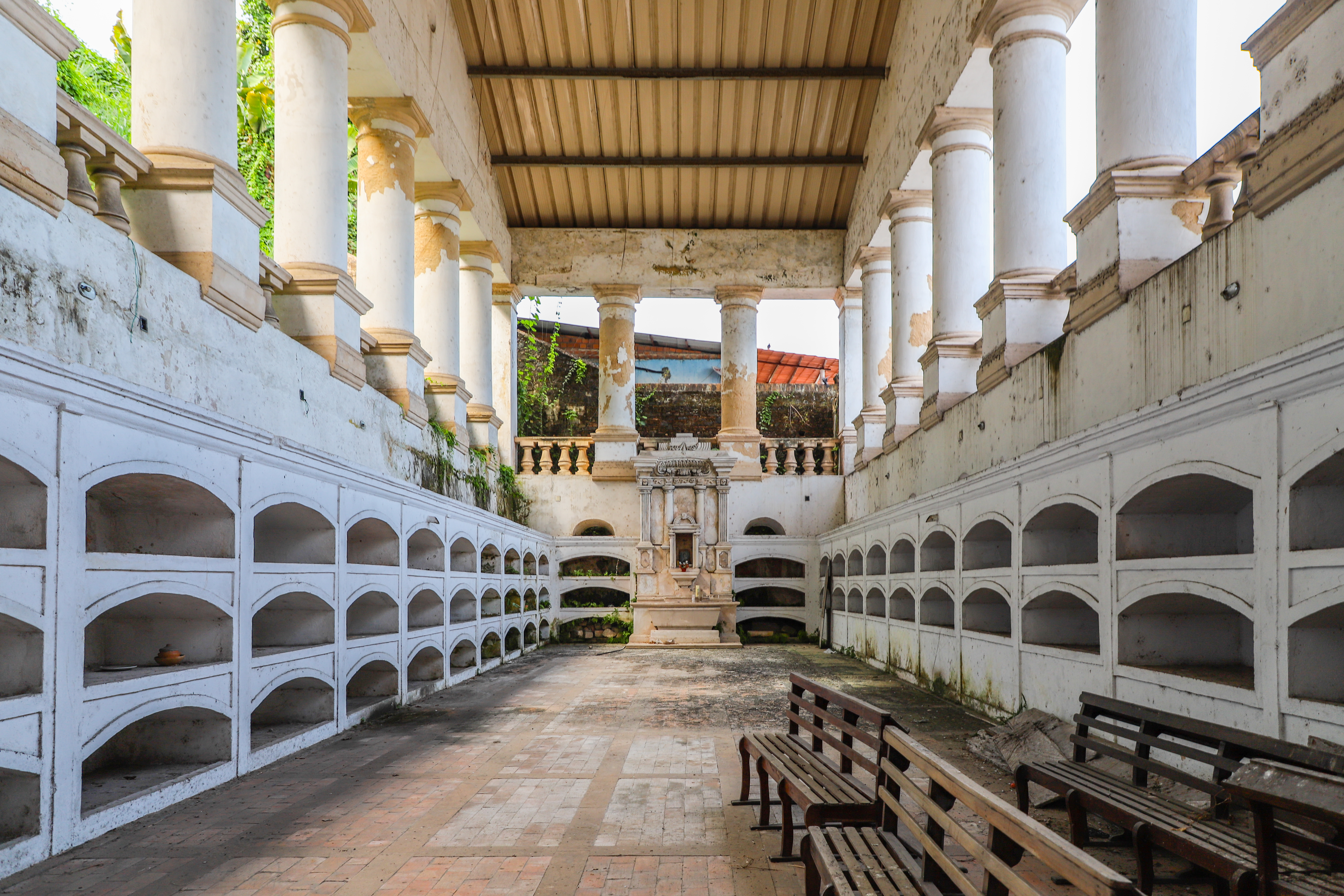
Vista do cemitério

A fachada da igreja, além de seus frontes, portas e janelas monumentais, é em calcário lioz importado de Lisboa. O frontão do monumento em estilo rococó foi adicionado mais tarde. O interior da igreja consiste em nave, altar, sacristia, tribunas que se abrem para o pátio interno, uma antiga sacristia e outras salas menores. A pintura no teto da nave é obra de José Teófilo de Jesus, concluída em 1837. O mestre escultor em madeira Joaquim Francisco de Matos realizou o trabalho de talha em quatro altares da nave, seis tribunas, dois púlpitos, as esculturas do coro e as esculturas da pia batismal. As obras foram contratadas em 1838 e concluídas no ano seguinte; eles foram finalmente dourados em 1848.

### Sacristia
A sacristia da igreja é ricamente mobiliada e decorada. Um grande armário de sacristia mede o comprimento da parede norte da sala. Seis painéis ricamente pintados estão acima do armário; são obra de José Joaquim da Rocha (1737-1807), concluídos em 1796. Um lavabo de pedra ornamentado fica na parede sul. A sacristia tem azulejos semelhantes aos da nave e salões.

## Fonte
Uma fonte dedicada a Santa Lúcia está localizada no cemitério interior, na base da encosta. Acredita-se que a fonte tenha poderes curativos, especialmente para problemas oculares. Um festival anual dedicado a Santa Lúcia acontece em dezembro e inclui uma missa seguida de uma procissão da imagem de Santa Lúcia em todo o distrito do Comércio.

## Cemitério
A Igreja Matriz de Nossa Senhora do Pilar foi a primeira igreja católica em Salvador a construir um cemitério anexo. A grande estrutura neoclássica foi construída em 1799 para evitar os problemas sanitários e higiênicos dos enterros na própria igreja. Outras igrejas em Salvador seguiram a prática da construção de um cemitério externo no século XIX.
Residentes na encosta entre a igreja e o bairro Carmo superior usaram o cemitério para depósito de lixo e entulho, já no século XIX. A quantidade de lixo causou o colapso das paredes interiores do cemitério e cortou o acesso às sepulturas, no século XX. O projeto de restauração de 2011 viu a remoção de 2.500 toneladas de lixo do cemitério e restaurou o acesso aos túmulos e altar interior.

## Tombamento
A Igreja Matriz de Nossa Senhora do Pilar foi tombada como uma estrutura histórica pelo Instituto Nacional do Patrimônio Histórico e Artístico em 1938. A igreja faz parte do Centro Histórico de Salvador, Patrimônio Mundial da UNESCO.